# Temsirolimus
Temsirolimus (INN) is een geneesmiddel voor de behandeling van niercelkanker. Het is een derivaat van sirolimus dat werd ontwikkeld door Wyeth Pharmaceuticals en werd aanvankelijk aangeduid als CCI-779. Het middel wordt verkocht onder de merknaam Torisel. Dit is een geconcentreerde oplossing van temsirolimus die na verdunning als een infuus intraveneus wordt toegediend.
Temsirolimus is de ester van sirolimus met 2,2-bis(hydroxymethyl)propionzuur. Deze en vergelijkbare derivaten van sirolimus werden in 1994 geoctrooieerd door American Home Products, de moedermaatschappij van Wyeth. Voor de antitumorwerking van CCI-779/temsirolimus werden vanaf 2007 octrooien verleend.

## Werking
Temsirolimus is een selectieve inhibitor van het kinase-enzym mTOR kinase, dat betrokken is bij verschillende processen in de cel, zoals celgroei en -vermeerdering en de synthese van proteïnen. Temsirolimus vermindert ook sommige angiogene factoren, waaronder VEGF (Vascular Endothelial Growth Factor), waardoor de vorming van nieuwe bloedvaten wordt verhinderd wat uiteindelijk leidt tot het afsterven van kankercellen.

## Toelating
De Amerikaanse Food and Drug Administration (FDA) aanvaardde het middel in mei 2007. Het Europees Geneesmiddelenbureau (EMEA) heeft Torisel in november 2007 toegelaten. In de Europese Unie kan Torisel voorgeschreven worden voor de behandeling van gevorderde niercelkanker en van mantelcellymfoom. Dit zijn zeldzame vormen van kanker en daarom wordt Torisel als een weesgeneesmiddel beschouwd. Het is enkel op doktersvoorschrift verkrijgbaar.